# Supermium
Supermium — свободный браузер с открытым исходным кодом, созданный на базе браузера Chromium. Особенностью браузера является поддержка старых версий операционной системы Microsoft Windows начиная с Windows XP SP1 пользовательской линейки и Windows Server 2003 SP1 серверной линейки. В будущем планируется добавить поддержку Windows 2000.
Существуют 32-разрядная и 64-разрядная версии браузера.
Браузер поддерживает вход в аккаунт Google и синхронизацию настроек и расширений с Google Chrome.
Автором браузера является Шейн Фурнье (Shane Fournier), 22-летний студент Университета Конкордия, который известен благодаря разработке Расширенного ядра Windows Vista (Windows Vista Extended Kernel), позволяющего запускать на Windows Vista программы, предназначенные для более поздних версий Windows.

## История стабильных версий
Первая стабильная версия браузера вышла 9 мая 2023 г. и имела номер 115.0.5744.0.
По состоянию на 17 марта 2024 года браузер имел версию 122.0.6261.85, в то время как браузер Chromium имел версию 122.0.6261.129.
2 мая 2024 г. вышла версия 122.0.6261.152 (R4), в которую были добавлены настройки для возможности отключения браузера от сервисов Google (режим «ungoogled», это позволяет повысить безопасность и конфиденциальность использования браузера) и другие улучшения.
10 июля 2024 г. вышла версия 124.0.6367.245 (R1). В этой версии Supermium стало возможно ставить браузером по умолчанию в Windows Vista / 7 / 8.x.